# Digimon World 3
Digimon World 3 es el tercer videojuego lanzado por Bandai para continuar la saga DW (Digimon World).
La historia es basada un poco más en la vida real, donde los Digimon son solo un juego, el cual es Digimon Online. La historia comienza cuando Junior, un niño cualquiera está esperando a sus amigos, Ivy y Teddy para poder iniciar una partida de Digimon Online.
Al cabo de que registran sus cuentas, los nombres de Junior y Ivy cambiarán. Junior tiene el nombre que el jugador pretenda asignarle y Ivy cambia su nombre a Kail, ya que Junior dice que Digimon Online es solo para niños. Una vez dentro, al cabo de un rato de estar jugando, no podrán salir del juego por mantenimiento, luego Teddy desaparecerá y entre Ivy y Junior empezarán a buscarlo por todo Asuka. Junior empezará a darse cuenta de que todo es causa de A.o.A, una red de ciberterrorismo que quiere controlarlo todo usando Digimon. Junior intentará vencer a A.o.A y así salvar el mundo.
En esta nueva entrega, llegan nuevos digimon de las últimas series de TV, Digimon Tamers (temporada 3) y Digimon Frontier (temporada 4). Los digimon que pueden ser manejados casi al instante (de los nuevos) son Guilmon, Renamon, Kumamon, Monmon y Kotemon. Terriermon no está incluido directamente en su forma Rookie, pero sí su Mega Digievolución (Matrix Evolution en la serie) MegaGargomon, que puede ser obtenida por cualquiera de los digimon ya mencionados.

## Jugabilidad
El juego incorpora elementos clásicos de los RPG, ataques mágicos, consumo de PM, compra de objetos y de armas, siendo incluso muy comparado con la serie de juegos Pokémon por el sistema de batallas.

## Tipos de Digimon
Hay una gran variedad, desde la etapa rookie a la mega, y aunque en principio comenzaremos con tres podrán ir aumentando hasta una nómina de cinco conforme vamos avanzando en el desarrollo. Cabe destacar además aquellos monstruos que nos prestarán su ayuda en forma de "vehículo" como Submarimon, que nos ofrecerá la posibilidad de cruzar los océanos montados a su espalda.

## Historia
El mundo Digital dispone de 5 sectores (2 de estos, Este y Central, están unidos), Norte, Sur, Centro, Este y Oeste. Para ir al Sur requerimos de una Tarjeta Azul para activar la góndola. Para ir al Oeste requerimos del Digihuevo de la Sinceridad, para llamar a Submarimon y cruzar por el océano a diferentes muelles. Para ir al Norte requeriremos del Digihuevo del Conocimiento, el más difícil de conseguir, porque debemos cruzar hacía el otro servidor, que posee el único Digihuevo. Además, los Digimon allí son más poderosos que con los que te enfrentarás en el próximo servidor. Durante los recorridos habrá batallas aleatorias que no podremos esquivar y únicamente pelear (sirven en la suma de experiencia, para subir de nivel a tus Digimon).